# Александар Невски
Александар Јарославич Невски (рус. Александр Ярославич Невский; 13. мај 1221 – 14. новембар 1263) био је велики руски кнез и светац Руске православне цркве.
Кнез Новгорода (1236-52), Кијева (1246-52) и велики кнез Владимира (1252-63).

## Биографија
Рођен је 30. маја 1221. године, као син великог кнеза Јарослава Всеволодовича. Младост је провео у Новгороду, а власт над Новгородском кнежевином је добио 1228. године. Када је 1237. папа Гргур IX организовао крсташки поход да би покорио руске земље, кнез Александар је устао у заштиту православне вере и у бици код ушћа реке Ижоре, на обалама Неве, извојевао 15. јула 1240. велику победу над Швеђанима, по којој је и добио надимак „Невски“. Успешно се супротставио и немачкој најезди: у ситуацији када су градови Јурјев и Псков већ били заузети, а Тевтонци продрли до Новгородске области, Александар Невски пожурио је са војском ка Финском заливу, заузео Копорје, разбио Немце, ослободио Псков и извојевао славну победу 5. априла 1242. на Чудском језеру. Након овога, успевши да разбије и литванску најезду 1245. победама код Жижичког језера и Усвјатија, са славом се вратио у Новгород, али, сазнавши за смрт свога оца (1246) упутио се у Владимир, како би предузео мере за заштиту државног поретка. Бату-кан га је известио да, ако жели да сачува власт, мора да дође у монголски табор и поклони му се. Александар је пристао да дође у канов табор, али је иступио као исповедник хришћанске вере, одричући се од поклоњења твари. У Татарској земљи је од великог кана добио власт над читавом јужном Русијом и Кијевом (1249). У то доба Александар је привукао и пажњу папе Инокентија IV, који му је послао двојицу кардинала, Галта и Гемонта, са намером да изврше утицај на њега како би примио католицизам. Њихови предлози су, међутим, одбачени. Од 1252. носио је титулу великог кнеза. Преминуо је 14. новембра 1263, примивши пре смрти монашки постриг под именом Алексије. Тело му је погребено 23. новембра у Манастиру рођења пресвете Богородице у Владимиру.

## Владавина

### Принц Новгорода
После Ливонске инвазије, Невски је наставио да јача Новгородску Републику. Послао је своје изасланике у Норвешку и, као резултат тога, потписали су први мировни уговор између Новгорода и Норвешке 1251. Александар је повео своју војску на Финску и успешно поразио Швеђане, који су поново покушали да блокирају Балтичко море од Новгородаца. 1256. године.

### Валики принц Владимира
Након освајања Владимирске кнежевине од стране Монгола 1238. године, њен владајући кнез, Јури II Всеволодович, погинуо је у Бици на реци Сит; његов млађи брат, Јарослав II Всеволодович, затражио је и добио од монголског кана постављање за новог кнеза. Као кнез, свом сину Александру доделио је Новгородско војводство. Међутим, док је путовао 1245. у престоницу Монгола Каракорум у централној Азији, Јарослав је умро. Када су 1248. године Александар и његов старији брат Андреј II Јарославич такође отпутовали у Каракорум да се поклоне Великом кану, Андреј се вратио са наградом Велике кнежевине Владимира, а Александар са номиналним господством Кијева.
Када је Монгке постао нови Велики кан 1251. године, сви руски принчеви су морали да путују у Сарај на Волги, престоницу Златне Хорде, да би се потврдили у својим војводствима, али је Андреј одбио да оде. Захваљујући његовом пријатељству са Сартак каном, услед инвазије монголске Златне Хорде Андреј је прогнан у Шведску, а Александар постављен за великог кнеза Владимира (тј. врховног руског владара) 1252. године. Александар је верно подржавао монголску власт у својим доменима. Године 1259, повео је војску до града Новгорода и натерао га да плаћа данак Златној Хорди који су претходно одбили.
Неки историчари виде Александров избор потчињавања Златној Хорди као важну реафирмацију православне оријентације источних Словена (започету под кијевским кнезом Владимиром и његовом мајком Олгом).

## Поштовање и светост
Поштовање Александра почело је скоро одмах након његовог погреба, када је наводно пружио руку за молитву опроштења. По православном предању, Александар је предвидео своју смрт и пре тога је примио строги православни монашки завет, назван Велика схима, и узео име Алексеј.
Године 1380, Александрови остаци су откривени као одговор на визију пре Куликовске битке и утврђено је да су неоскрнављени. Потом су мошти положене у светилиште у цркви. Александра је 1547. године митрополит Макарије прогласио за светитеља Руске православне цркве.
Године 1695, у Москви је направљен нови дрвени реликвијар и 1697. године у њега су постављене мошти. По наређењу Петра Великог мошти су затим изнесене из Владимира 11. августа 1723. године и превезене у Шлисељбург, где су стигле 20. септембра. Тамо су чуване до 1724. године, када су донети у Санкт Петербург и постављене у Благовештенској цркви Александро-Невске лавре 30. августа.
Године 1753, велико сребрно светилиште за мошти, направљено од 90 фунти сребра, поклонила је руска царица Јелисавета. Завршетком Саборног храма Свете Тројице Александро-Невске лавре 1790. године, светилиште и мошти су ту пренете на њено освећење 30. августа, на један од празника светитеља.
У мају 1922, године, приликом опште конфискације имовине Руске православне цркве, светилиште је отворено. Детаљно сребрно светилиште пренето је у Музеј Ермитаж, где се и сад налази. Мошти су похрањене у Музеју историје религије и атеизма, да би 1989. године враћене у Саборну цркву Свете Тројице.

## Прослављање
Његове мошти, откривене 1380, свечано су пренете у Петроград 1724. по наредби Петра Великог и налазе се у лаври Светог Александра Невског. Руска црква канонизовала га је у првом реду због хришћанских врлина, а током времена стварале су се и приче о чудима везаним за његов лик. Тако, на пример, у доба кнеза Дмитрија Донског, у цркви где је почивало Александрово тело, једне ноћи свеће су се наводно упалиле саме од себе, а два старца изашла су из олтара и пришла његовом гробу, говорећи: „Александре, устани и спаси праунука свога Димитрија, кога силно нападају туђинци“. Прича даље казује како је Александар устао из гроба и пошао са њима, а да је све видео црквењак и о томе известио црквене власти; свештеници су нетрулежне мошти кнежеве поставили у кивот и том приликом су болесници, притичући им са вером, задобили исцељење, а архимандрит Јефросин је видео како се свећа крај гроба Александровог сама запалила од небеског пламена. Спомен му се слави 23. новембра и 30. августа.

## Популарна култура
- 1938. снимљен је филм Сергеја Ајзенштајна Александар Невски.
- 2008. године Александар Невски је проглашен за највећу личност руске историје.[11]

## Породично стабло
|  |                                      |  |  |  |  |  |  |  |  |  |  |  |  |  |  |  |
|  | 16. Владимир Мономах                 |  |  |  |  |  |  |  |  |  |  |  |  |  |  |  |
|  |                                      |  |  |  |  |  |  |  |  |  |  |  |  |  |  |  |
|  |                                      |  |  |  |  |  |  |  |  |  |  |  |  |  |  |  |
|  | 8. Јуриј Долгоруки                   |  |  |  |  |  |  |  |  |  |  |  |  |  |  |  |
|  |                                      |  |  |  |  |  |  |  |  |  |  |  |  |  |  |  |
|  |                                      |  |  |  |  |  |  |  |  |  |  |  |  |  |  |  |
|  | 4. Всеволд III                       |  |  |  |  |  |  |  |  |  |  |  |  |  |  |  |
|  |                                      |  |  |  |  |  |  |  |  |  |  |  |  |  |  |  |
|  |                                      |  |  |  |  |  |  |  |  |  |  |  |  |  |  |  |
|  | 2. Јарослав II Всеволодович          |  |  |  |  |  |  |  |  |  |  |  |  |  |  |  |
|  |                                      |  |  |  |  |  |  |  |  |  |  |  |  |  |  |  |
|  |                                      |  |  |  |  |  |  |  |  |  |  |  |  |  |  |  |
|  | 5. Марија Шварновна                  |  |  |  |  |  |  |  |  |  |  |  |  |  |  |  |
|  |                                      |  |  |  |  |  |  |  |  |  |  |  |  |  |  |  |
|  |                                      |  |  |  |  |  |  |  |  |  |  |  |  |  |  |  |
|  | 1. Александар Невски                 |  |  |  |  |  |  |  |  |  |  |  |  |  |  |  |
|  |                                      |  |  |  |  |  |  |  |  |  |  |  |  |  |  |  |
|  |                                      |  |  |  |  |  |  |  |  |  |  |  |  |  |  |  |
|  | 3. Ростислава Мстиславна Смоленскаја |  |  |  |  |  |  |  |  |  |  |  |  |  |  |  |
|  |                                      |  |  |  |  |  |  |  |  |  |  |  |  |  |  |  |
|  |                                      |  |  |  |  |  |  |  |  |  |  |  |  |  |  |  |